# Larling
Larling är en ort i Roudham and Larling, Breckland, Storbritannien. Den ligger i grevskapet Norfolk och riksdelen England, i den sydöstra delen av landet, 130 km nordost om huvudstaden London. Larling ligger 25 meter över havet. Larling var en civil parish fram till 1935 när blev den en del av Roudham. Civil parish hade 159 invånare år 1931. Byn nämndes i Domedagsboken (Domesday Book) år 1086, och kallades då Lur(i)inga.
Terrängen runt Larling är mycket platt. Runt Larling är det ganska tätbefolkat, med 96 invånare per kvadratkilometer. Närmaste större samhälle är Thetford, 12,2 km väster om Larling. Trakten runt Larling består till största delen av jordbruksmark.